# Тераса каскадна

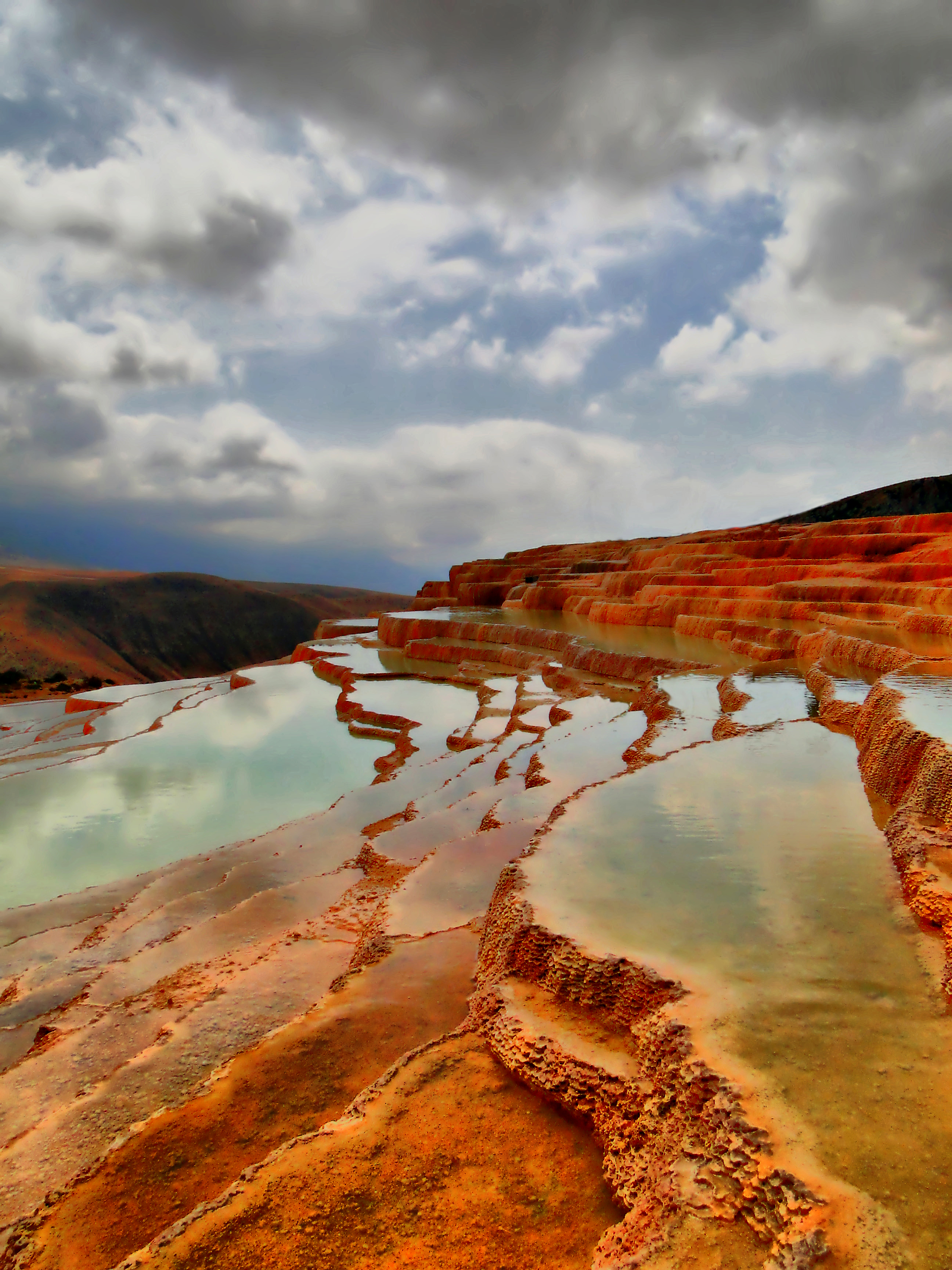
Sinterterrassen in Badab-e Surt Samaee (Іран)

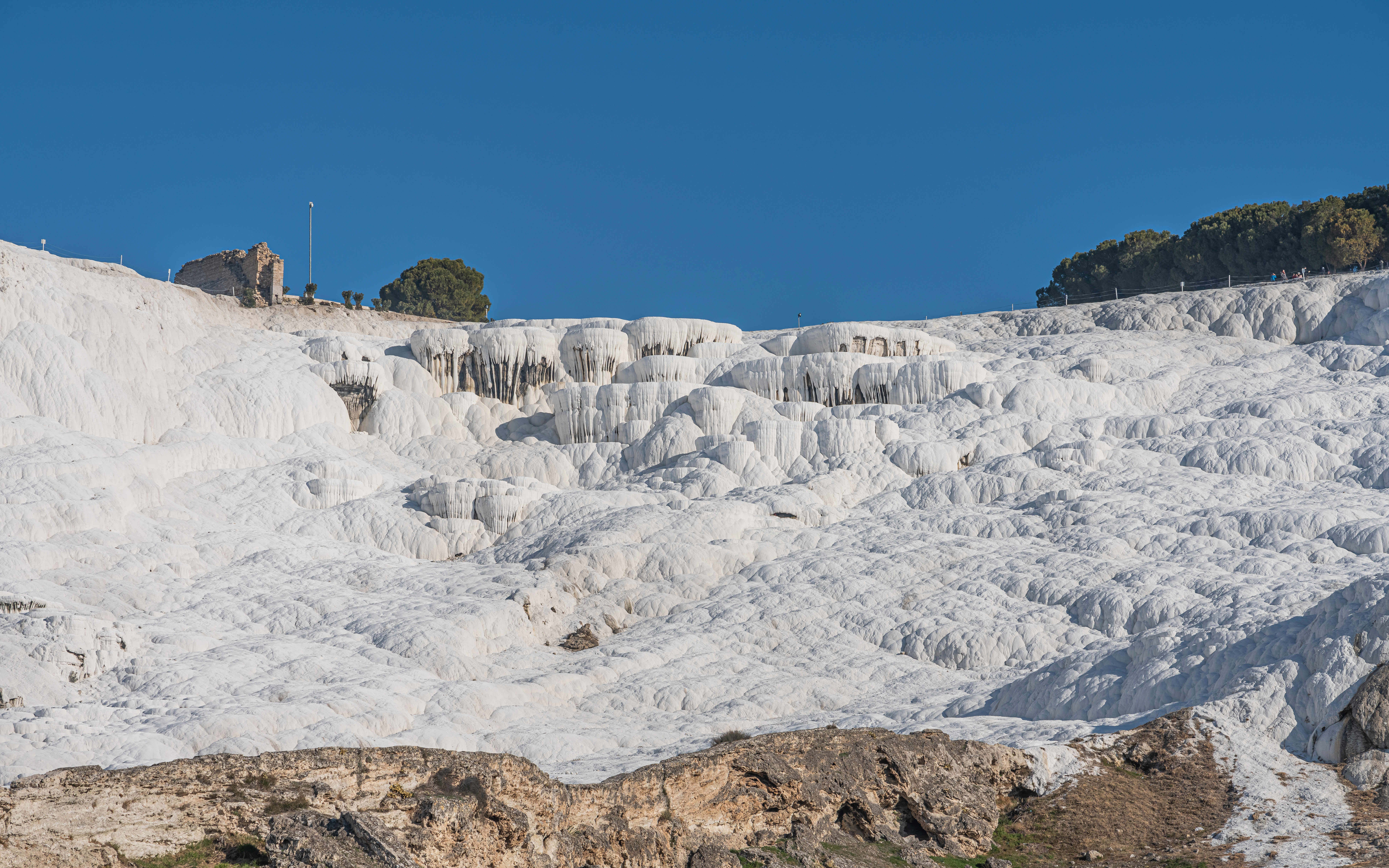
Тераса каскадна. Памуккале.

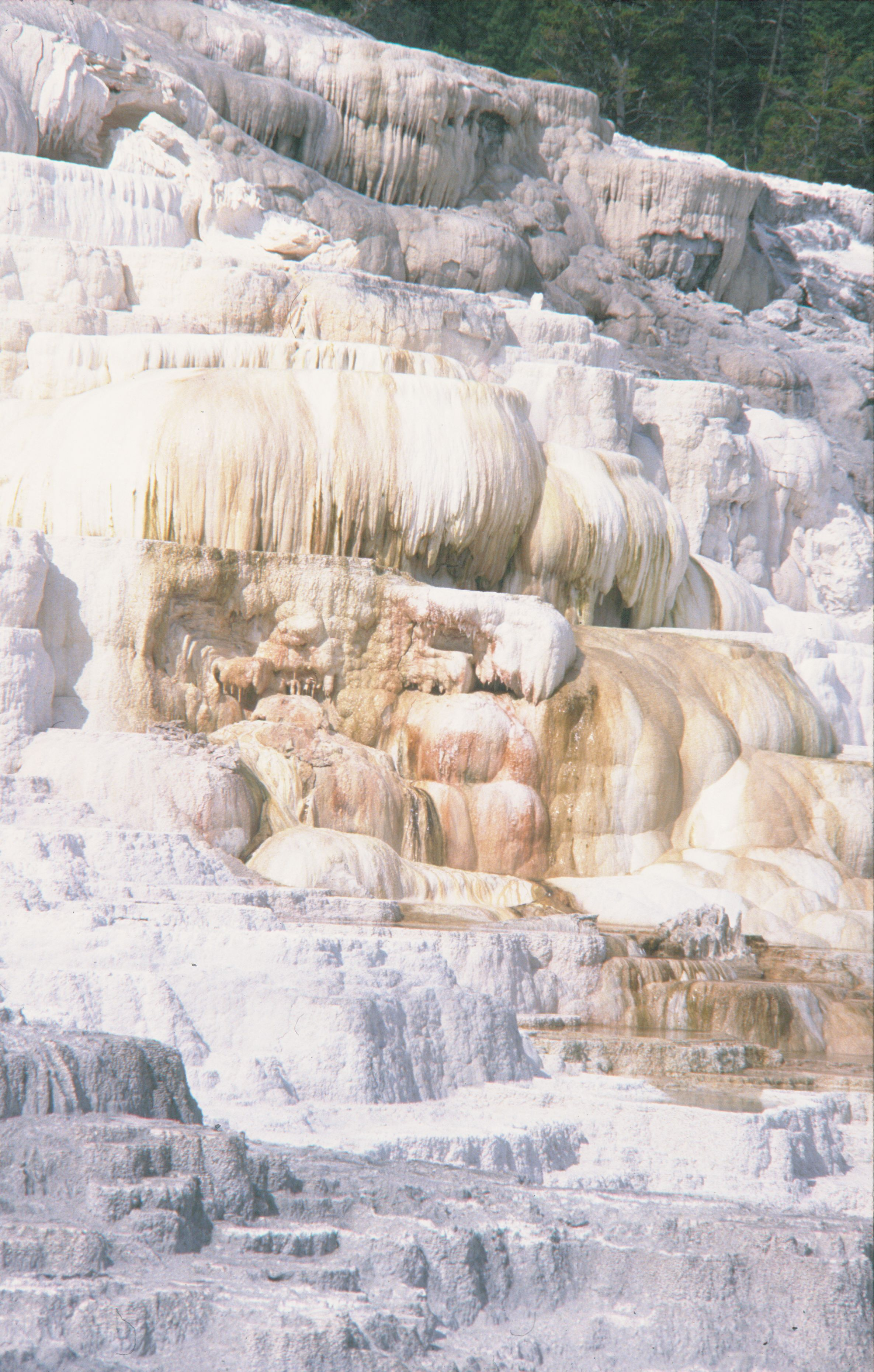
Травертинові тераси, Єллоустонський національний парк, США

Тераса каскадна, східчаста тераса — каскади часто утворюються у вапнякових ґрунтах, травертинах тощо за участі мінеральної або термальної води.
Найвідоміші каскадні (східчасті) тераси — агломераційні басейни Памуккале, що тепер включені до списку Всесвітньої спадщини ЮНЕСКО. Крім того, доброю ілюстрацією таких терас є Плитвицькі озера відокремлені один від одного сходинками до 20 м. Крім того, окремий вид каскадних терас — тераса печерна, яка утворюється в карстових печерах.
Badab-e Surt — це природний об'єкт в провінції Мазандаран на півночі Ірану, за 95 км (59 миль) на південь від міста Сарі, і за 7 км (4,3 миль) на захід від села Jhjcn (Orost). Badab-e Surt включає в себе цілий ряд східчастих терас травертинових утворень, які були створені протягом тисяч років, водою з двох мінеральних гарячих джерел, яка охолоджується і карбонатні мінерали осідають на гірському схилі.

## Галерея травертинових терас Badab-e Surt

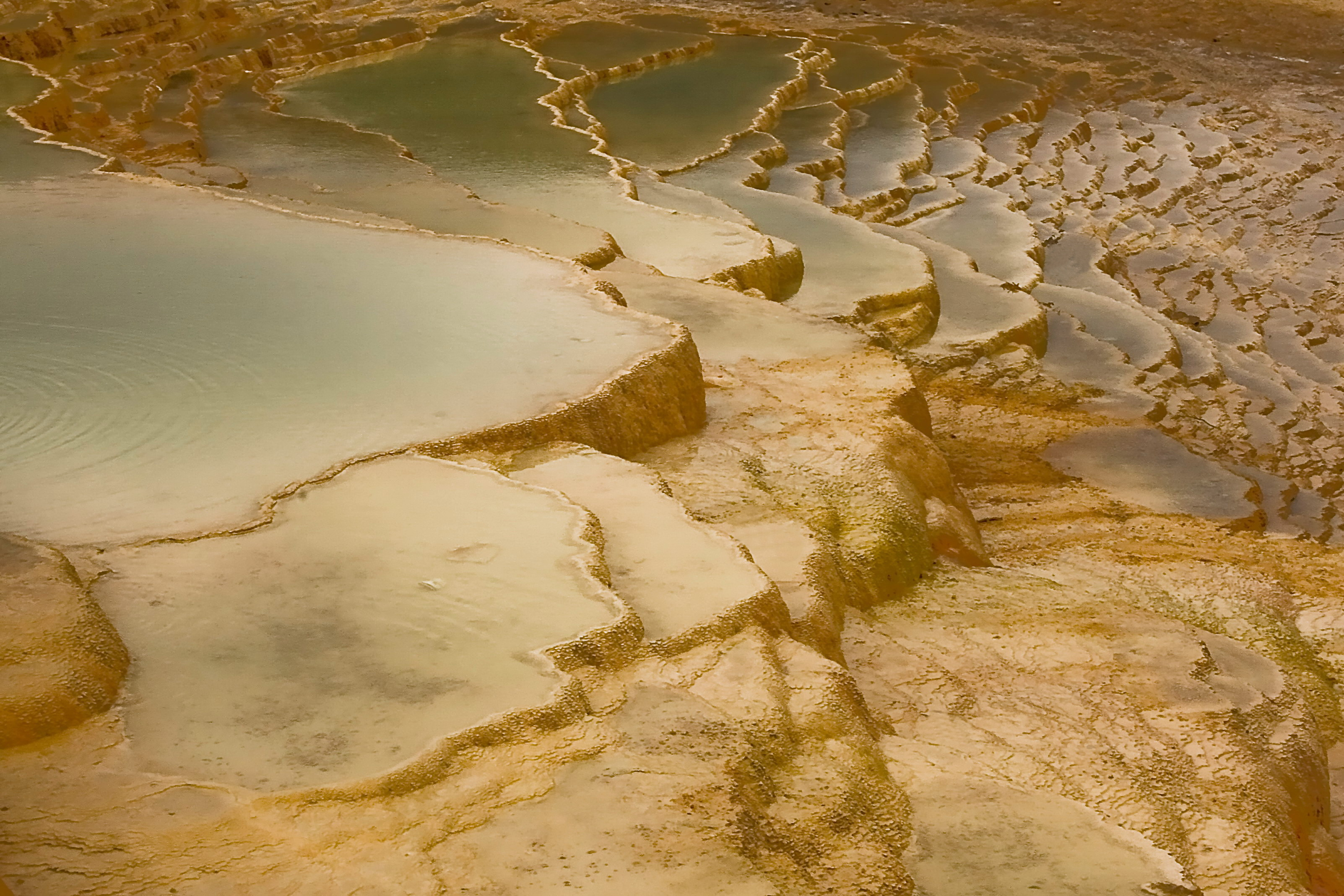
Yellow and golden color travertine terraces
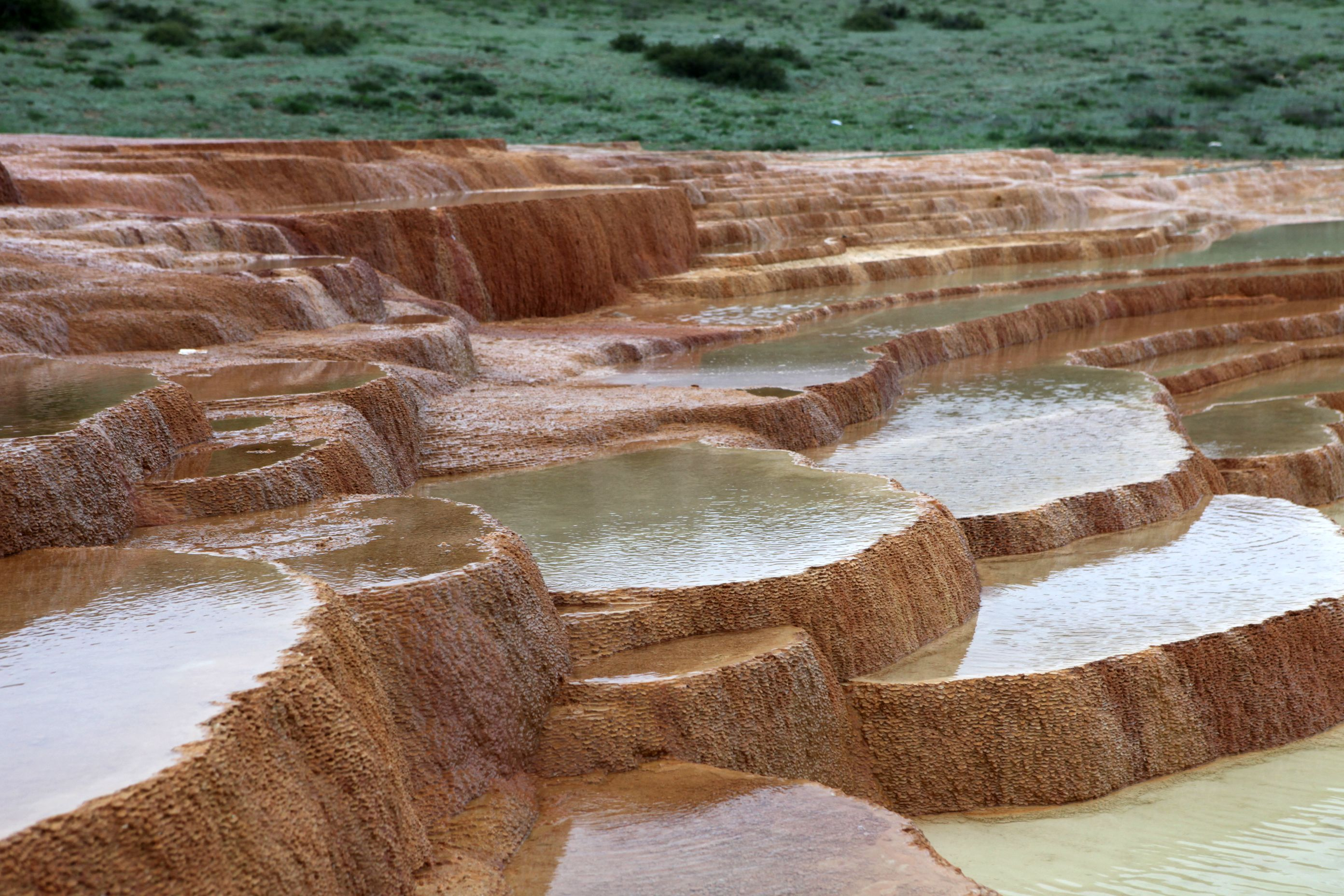
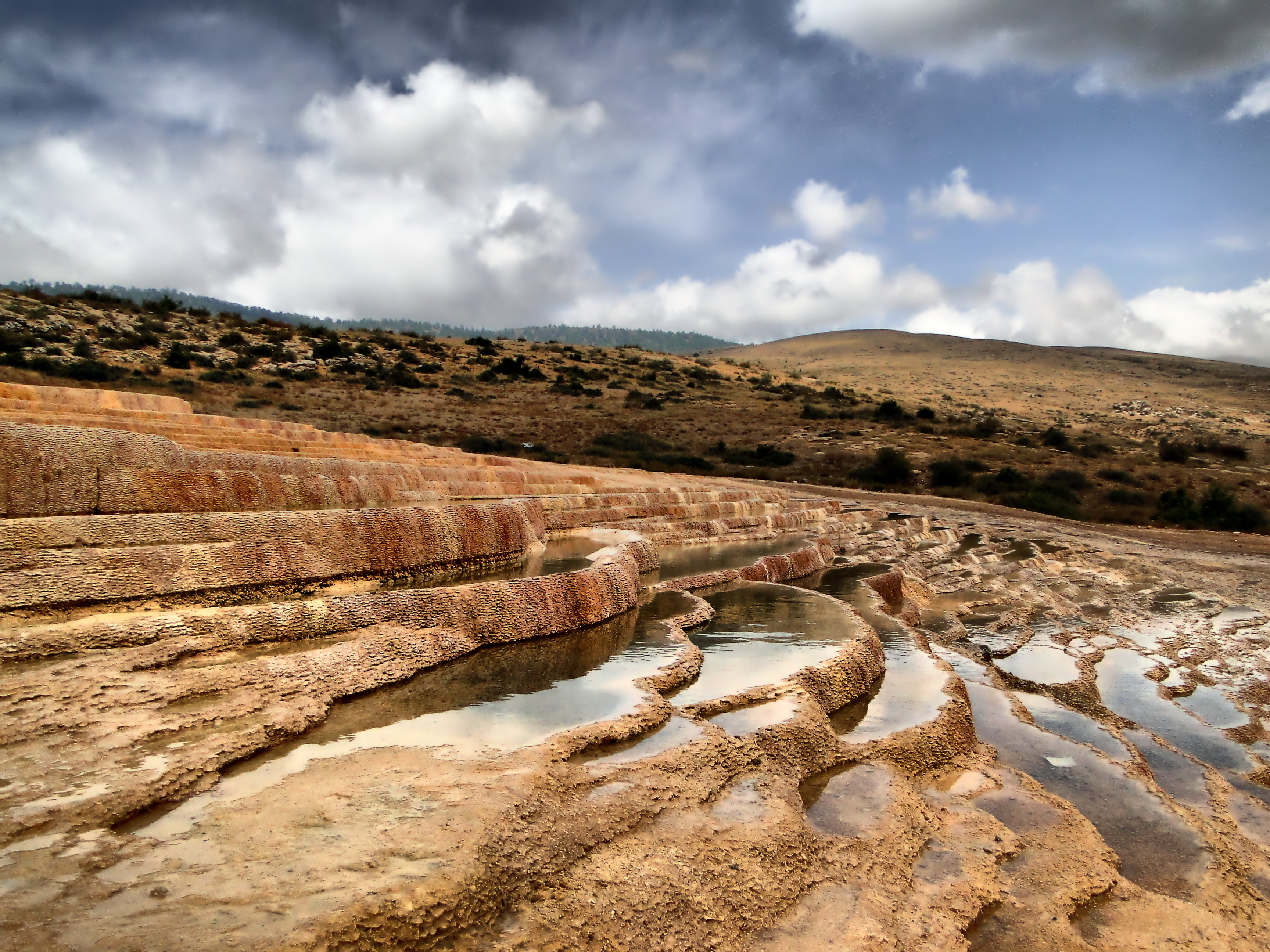
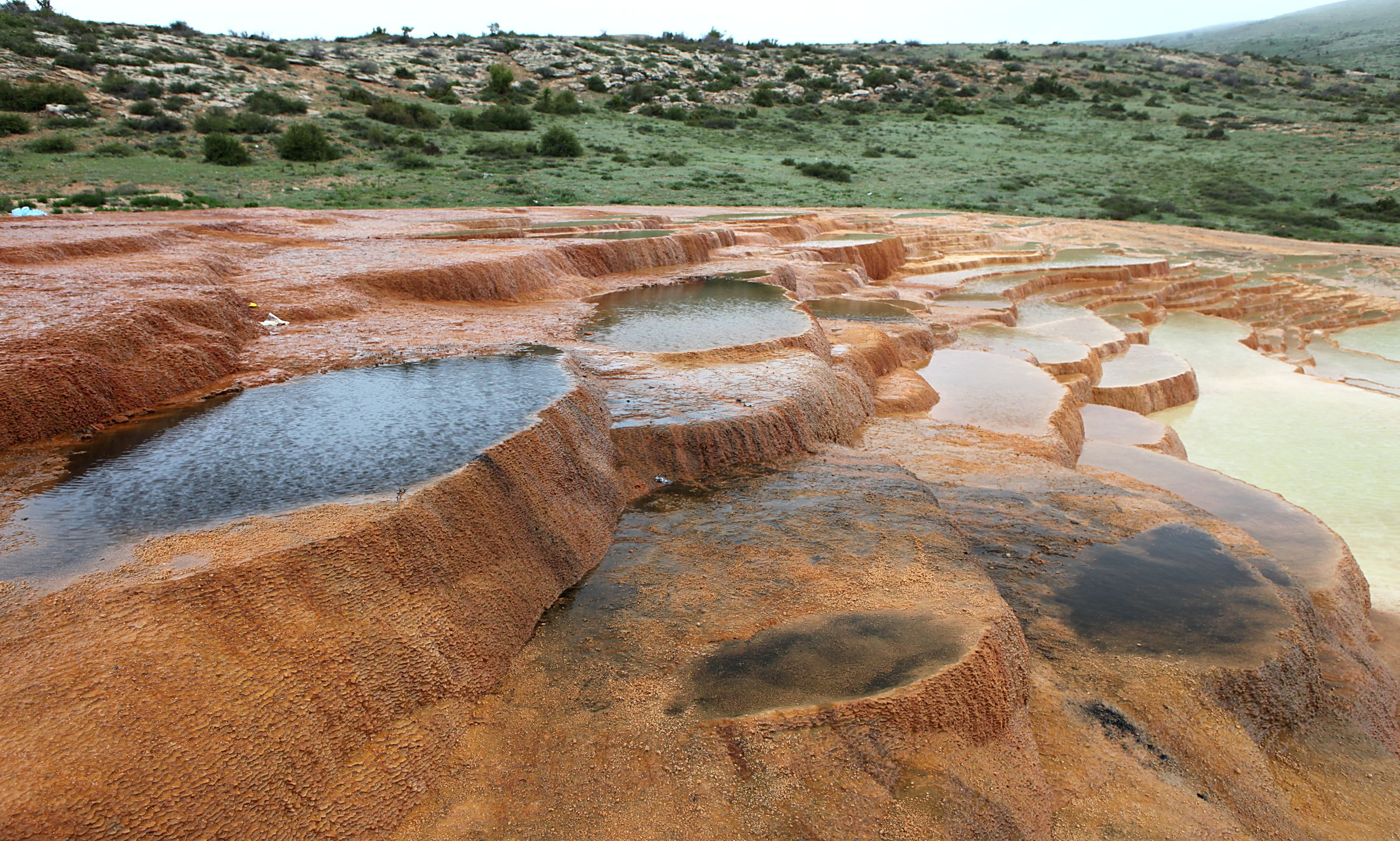
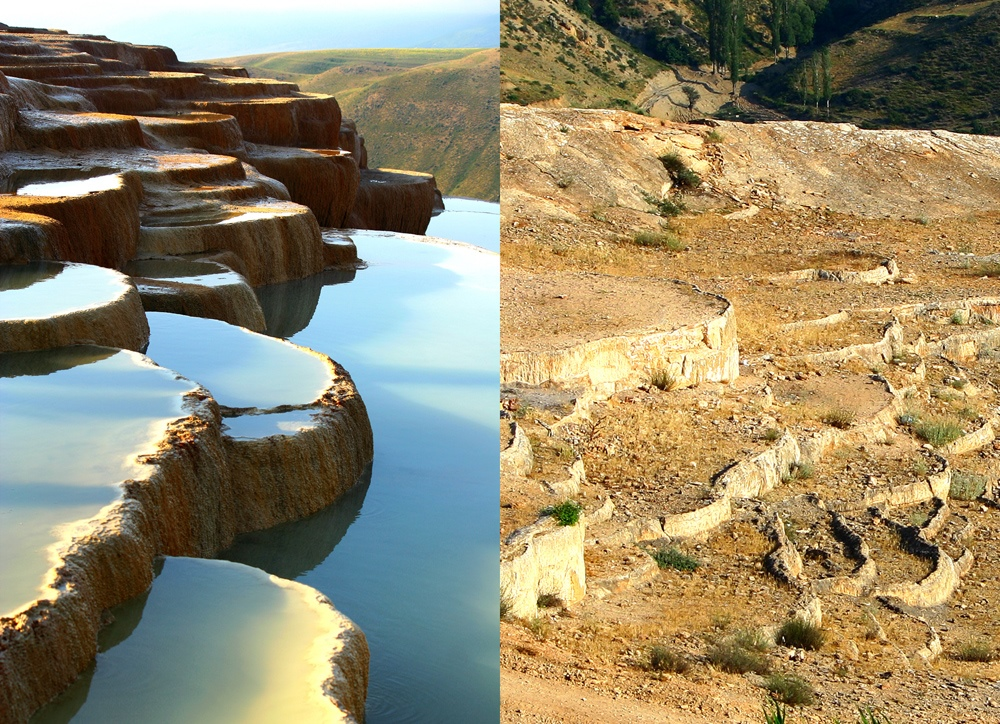
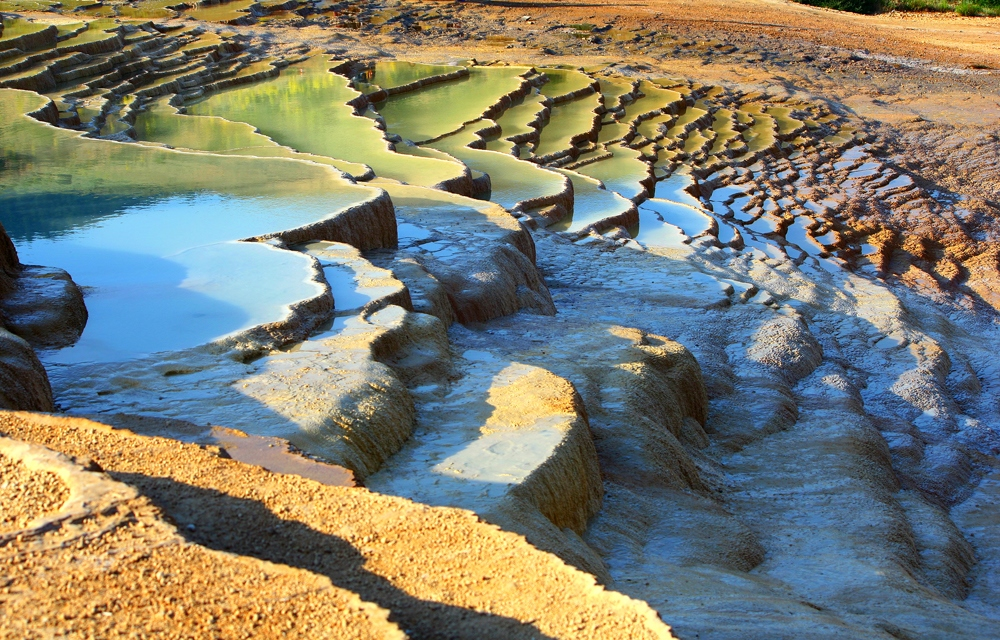
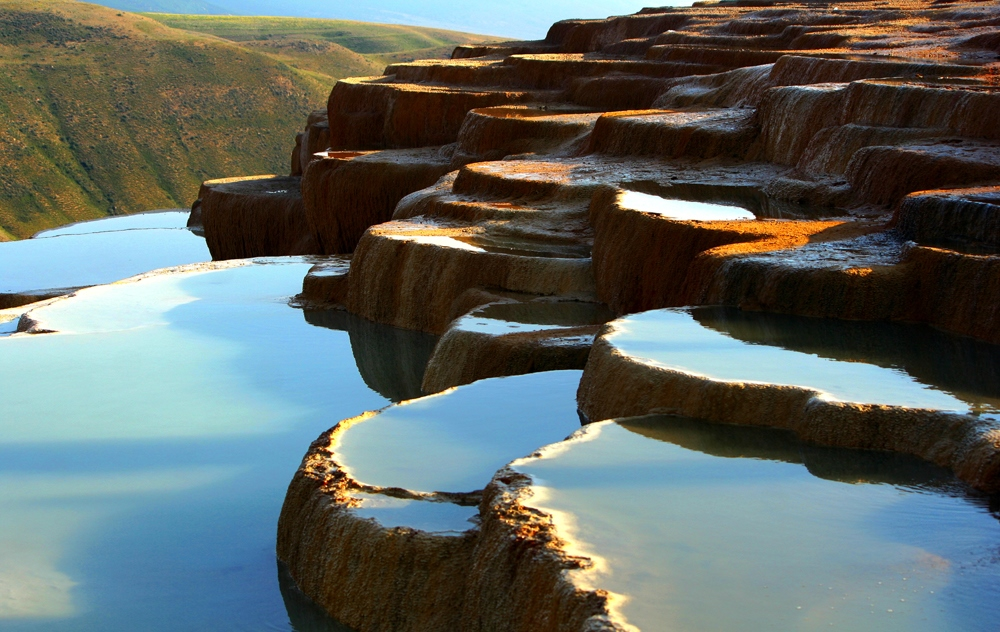
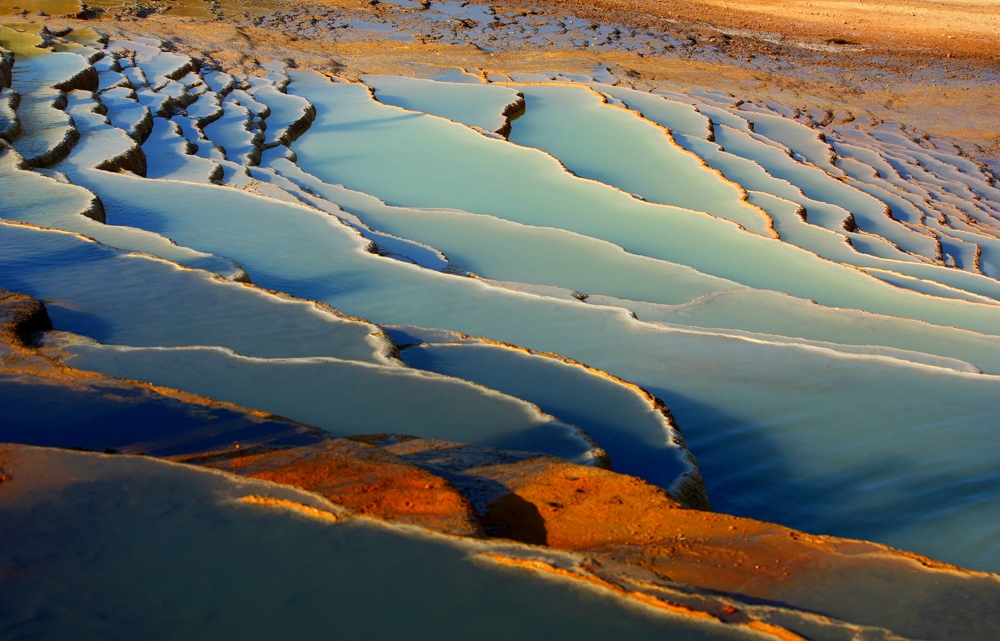
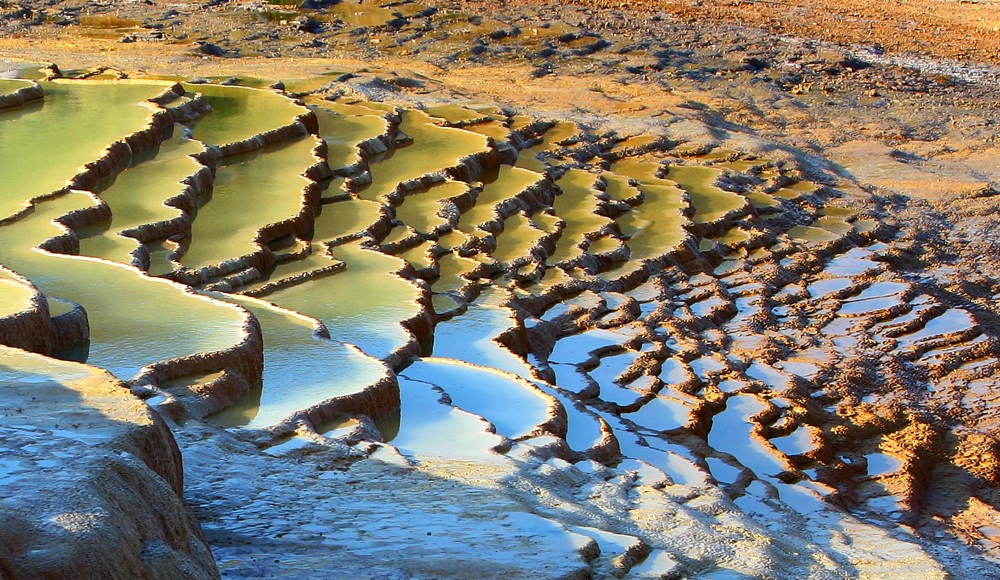